# Bandera de Nueva Rusia
La bandera utilizada por la autoproclamada Confederación de la Nueva Rusia (Новоро́ссия, Novoróssia), también denominada Unión de Repúblicas Populares (Сою́з Наро́дных Респу́блик, Soyúz Naródnij Respúblik), fue adoptada el 13 de agosto de 2014. Fue presentada por el presidente de su asamblea Oleg Tsarev. Su diseño es muy semejante a la bandera Romanov, una de las enseñas nacionales del Imperio Ruso que fue utilizada de facto desde 1858 a 1883. Comparte con ésta los colores y tres franjas horizontales pero el orden en el que están colocados los colores es diferente: blanco, amarillo o dorado y negro frente al blanco, negro y amarillo o dorado de la antigua enseña imperial. No obstante, el uso mayoritario de facto no es el de esta bandera, sino el de la bandera de guerra, inspirada en las banderas de la Armada zarista.
Nueva Rusia fue una confederación, no reconocida internacionalmente, integrada por las ya desaparecidas Repúblicas Populares de Donetsk y de Lugansk, reclamando los territorios correspondientes a los respectivos óblasts (provincias) homónimos de Ucrania: el Óblast de Donetsk y el de Lugansk, situados en la cuenca del Donéts.

## Enseña de combate
La bandera de combate, utilizada de facto como enseña nacional de Nueva Rusia, fue diseñada por Mijaíl Pavliv.  Posee un diseño basado en la bandera de proa o torrotito de Rusia. Aleksandr Chalenko, que trabajó como periodista político en Kiev, describió la enseña y explicó su simbolismo en el diario Izvestia el 20 de marzo de 2014:

Es una bandera roja con una cruz de San Andrés azul, elemento central de la enseña utilizada por la Armada rusa, armada que jugó un papel militar prominente en la aparición y consolidación de la Novorossiya histórica.

La bandera posee un acusado y llamativo parecido con la enseña de combate y el pabellón naval de los Estados Confederados de América. Sin embargo, Pavliv explicó que él simplemente se topó con la bandera, y que el líder del partido Nueva Rusia, Pável Gubárev, más tarde simplemente la recogió. Gubarev ya había declarado que la inspiración para el diseño de la bandera provenía de "estandartes utilizados por los cosacos que recuperaron los territorios de la Nueva Rusia frente a tártaros y turcos durante el siglo XVIII"; sin embargo según Alexey Eremenko, periodista del Moscow Times, no existe constancia de que los cosacos hubieran usado alguna vez una bandera que se asemeja a la elegida.
El 15 de mayo de 2014, el periódico digital ruso Vzglyad publicó que el entonces gobernador de la República Popular de Donetsk, Pável Gubárev, había anunciado una votación para la adopción de una bandera de uso estatal para la autoproclamada confederación de la Nueva Rusia.
Desde el 11 de julio de 2014, la web Nueva Rusia invitó a sus lectores a votar por uno de once diseños presentados para la adopción de una bandera para la confederación, optándose en primer lugar por la enseña roja con la cruz de San Andrés azul con bordes blancos. Después de la adopción de la bandera tricolor blanca, amarilla y negra como bandera de la confederación, la enseña roja con la cruz de San Andrés azul y bordes blancos ha sido utilizada como bandera de combate.

## Banderas de uso gubernamental
Cada una de las repúblicas que componen la federación también cuentan con una bandera con sus colores propios, ambas muestran los colores paneslavos, compartiendo semejanzas con las banderas de Rusia, Eslovaquia, Eslovenia o Serbia.

### República Popular de Donetsk
El diseño y los colores de la bandera de la República Popular de Donetsk están inspirados en la utilizada anteriormente por la República Socialista Soviética de Donetsk-Krivoy Rog.  El negro habitualmente es el color que se emplea para simbolizar el mar Negro y la industria del carbón en la cuenca del Donéts. Se cree que el rojo representa la libertad y el azul, el agua. En la parte central de la bandera se muestra el escudo de la República Popular, con la figura de un águila bicéfala de plata como soporte heráldico. En la enseña también aparece escrita en ruso la expresión "República Popular de Donetsk" (Донецкая Народная Республика), que no se reprodujo en la primera versión. Ésta a su vez fue prácticamente idéntica a la adoptada por el partido político República de Donetsk, diferenciándose de aquella en que no recogía la expresión "República de Donetsk" (Донецкая Республика), que sí figuraba en la bandera de esta organización.
Aparentemente esta enseña tiene un uso que va más allá del meramente institucional, ya que se llegó a exhibir sobre las propias urnas electorales.

Bandera vigente de la República Popular de Donetsk[11]
Primera versión de la bandera de la República Popular de Donetsk.[12][13]

### República Popular de Lugansk
No existe mucha información disponible relativa a la bandera de la República Popular de Lugansk. La primera versión fue muy similar a la enseña usada por la República Popular de Donetsk. Las principales diferencias entre ambas consistieron en la presencia de una franja superior de color azul claro o cian en vez de negro, presente en la bandera de Donetsk, y en el escudo de armas que fue sustituido por el de Lugansk y situado entre las palabras en ruso "República de Lugansk" (Луганская Республика). La bandera empleada en la actualidad fue adoptada durante el mes de octubre de 2014, en ella el nombre de la República fue sustituido por sus iniciales y el escudo de armas sostenido por un águila bicéfala fue reemplazado por otro con el diseño y los elementos característicos de la emblemática soviética.

Bandera actual de la República Popular de Lugansk
Bandera de la República Popular de Lugansk (2014/11/02 — 2014/11/26).[14][15][16]
Primera versión de la bandera de la República Popular de Lugansk.[17][18][19][20]

## Banderas similares

### Banderas de uso civil

"Bandera Romanov", Imperio ruso, (1858-1883).
Bandera del Estado de Perak, Malasia.
Bandera del Oblast de Kursk, Federación rusa.

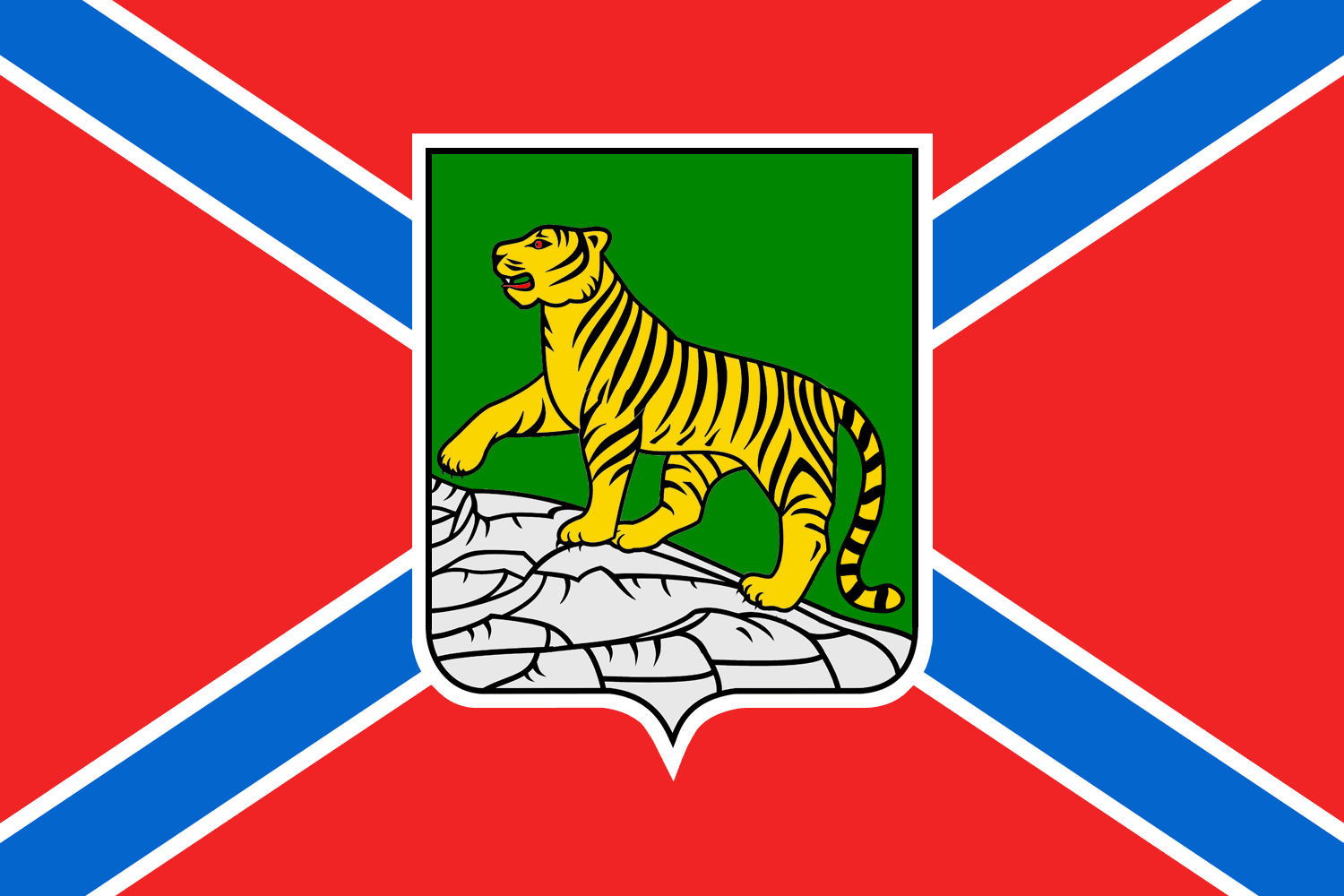
Bandera de Vladivostok, Federación rusa.
Bandera del movimiento juvenil Nashi, Federación rusa.

### Banderas castrenses

Pabellón de proa de la Armada rusa.
Pabellón nacional de la República del Lejano Oriente
Bandera de la Armada rusa.
Enseña de la Guardia Costera rusa.

### Banderas de uso gubernamental

Bandera del partido político República de Donetsk.
Bandera simple de la República Popular de Donetsk.
Bandera de la República Popular de Járkov.[21][22][23][24]
Variante de la bandera de la República Popular de Járkov.[21]